# ژیوی دنگ
ژیوی دنگ (به چینی: 邓志伟؛ زادهٔ ۲۹ ژانویهٔ ۱۹۸۹) یک کشتی‌گیر اهل چین است.
از افتخارات وی می‌توان به کسب مدال نقره بازی‌های آسیایی ۲۰۱۸ اشاره کرد. وی سابقه حضور در المپیک ۲۰۱۶ ریو و المپیک ۲۰۲۰ توکیو و المپیک ۲۰۲۴ پاریس را دارد.

## فعالیت حرفه‌ای

### مسابقات قهرمانی کشتی جهان ۲۰۱۸
دنگ در وزن ۱۲۵ کیلوگرم کشتی آزاد مسابقات قهرمانی کشتی جهان ۲۰۱۸ بوداپست حاضر بود که آمارور دسی از کانادا، نیک گویازدوفسکی از آمریکا و سومیت مالیک از هند را شکست داد و به فینال رسید. وی در دیدار نهایی از گنو پتریاشویلی کشتی‌گیر گرجستان شکست خورد و به مدال نقره بسنده کرد.

### مسابقات قهرمانی کشتی جهان ۲۰۱۹
دنگ در وزن ۱۲۵ کیلوگرم کشتی آزاد مسابقات قهرمانی کشتی جهان ۲۰۱۹ نورسلطان حاضر بود که در مسابقه های اول و دوم روبرت باران از لهستان و جمال الدین ماگومداف از آذربایجان را شکست داد اما در نیمه نهایی به طاها آکگل از ترکیه باخت و به دیدار رده‌بندی رفت. وی در دیدار رده‌بندی به حسن‌بای رحیم‌اف از ازبکستان باخت و پنجم شد اما با مثبت اعلام شدن تست دوپینگ رحیم‌اف به مدال برنز رسید.

### المپیک ۲۰۲۰ توکیو
نیازبکوف در وزن ۱۲۵ کیلوگرم کشتی آزاد المپیک ۲۰۲۰ توکیو حاضر بود که در دور اول سرگئی کوزیریف از روسیه را شکست داد اما در دور بعد به گنو پتریاشویلی از گرجستان باخت و با توجه به حضور این کشتی‌گیر در فینال، به دیدار شانس مجدد رفت. او در مرحله شانس مجدد ضیاءالدین کمال از مصر را شکست داد اما در دیدار رده‌بندی به امیرحسین زارع از ایران باخت و پنجم شد.